# الدوري الإسباني لكرة القدم للسيدات 1998–99
الدوري الإسباني لكرة القدم للسيدات 1998–99 (بالإسبانية: División de Honor Femenina 1998-99)‏ هو الموسم 11 من الدوري الإسباني لكرة القدم للسيدات. فاز فيه CD Oroquieta Villaverde ‏.